# 新・女囚さそり 701号
『新・女囚さそり 701号』(しんじょしゅうさそりななまるいちごう)は、1976年公開の日本映画。監督は小平裕。

## 概要
大物政治家の秘書をする姉を持つ女子大生が、スキャンダルの口封じに姉を殺されて恋人の裏切りにより濡れ衣を着せられ、刑務所の看守や女囚たちの嫌がらせに耐えながら男たちへの復讐を目指すドラマ。
篠原とおる原作の『さそりシリーズ』が4年ぶりに復活し、松島ナミ役には前作までの梶芽衣子に代わって、東映の専属女優・多岐川裕美が抜擢された。

## あらすじ
大学に通う松島ナミは恋人・小坂敏彦を連れて姉とホテルで会食した後、3人で地下駐車場へ向かうが突然現れた男たちの車で姉が連れて行かれしまう。ナミは残された姉の手荷物からカセットテープを見つけると、姉が秘書をする三浦代議士の政治生命を揺るがすスキャンダルの証拠音声が録音されていた。姉を拉致したのは三浦の関係者だと確信したナミは、彼の事務所に訪れて姉のことを問いただし、テープと引き換えに姉を返すよう迫る。
「お姉さんの所へ案内する」と言われるナミだったが、行った先で彼の部下にテープを取り上げられ三浦にレイプされたあと薬で眠らされてしまう。翌朝自宅で目覚めたナミの手には血のついたナイフが握らされ、傍らには姉の刺殺体があり、直後に駆けつけた刑事に姉殺しの容疑で逮捕されてしまう。後日開かれた裁判でナミは、三浦に手なづけられた小坂に罠に掛けられ、有罪判決を下されて刑務所に入れられてしまう。
無実の罪で女囚となったナミは、三浦から電話で「ナミを自殺に追い込め」と命じられた刑務所所長・高村により地獄の日々を送り始める。ボス女囚・鈴木房江たち7人の女囚がいる第8雑居房に入れられたナミは看守や女囚から様々な嫌がらせや暴力を受け続けるが、実姉を殺され恋人に裏切られ復讐に燃える彼女はこれに耐え続ける。数日後、看守から房江と2人だけで倉庫の掃除を命じられたナミは、首を吊るよう力づくで脅されるが逆に彼女に襲いかかり殺してしまう。
ナミは事故死に偽装工作して高村の事情聴取を乗り切り、“テープのコピーが別の所に隠してある”と三浦への嘘の伝言を言付ける。これが功を奏してナミは看守たちから下手に手出しされなくなり、女囚からは“あの房江を殺した”と一目置かれるようになる。榊千沙という女が収監されて来た頃、ナミは別の房の女囚から「仲間と脱獄を考えているがあんたにリーダーになってほしい」と誘われる。しかしそれを聞きつけた千沙から「利用されるだけ」と忠告されるが、ナミは数日考えた末脱獄グループのリーダーとなる。
ナミは女囚たちに指示して数日かけて武器をかき集めさせるが、1人の看守を騙して銃を手に入れたことが高村にバレてしまい呼び出しを受ける。外が嵐になる中千沙は言葉巧みに脱獄グループに「脱獄するなら今しかないよ」と焚きつけ、女囚たちは暴動を起こし看守たちと攻防戦を繰り広げる。騒ぎに気づいたナミも高村を倒して部屋から逃げ出すと騒ぎを尻目に脱獄を果たし、その後裏切った男たちの前に黒いコートに身を包んだ彼女が現れる。

## スタッフ
- 企画：吉峰甲子夫 、伊藤源郎
- 原作：篠原とおる
- 脚本：鴨井達比古
- 撮影：飯村雅彦
- 録音：内田陽造
- 照明：川崎保之丞
- 美術：中村修一郎
- 編集：祖田富美夫
- 助監督：森光正
- 記録：宮本衣子
- 擬闘：西本良治郎
- スチール：遠藤努
- 進行主任：松本可則
- 装置：畠山耕一
- 装飾：米沢一弘
- 美粧：井上守
- 美容：宮島孝子
- 衣装：内山三七子
- 演技事務：石原啓二
- 現像：東映化学
- 音楽：平尾昌晃
- 主題歌「あいつの残影」（歌：多岐川裕美）
  - 作詞：山口洋子／作曲：平尾昌晃／編曲：竜崎孝路
- 挿入歌「そしていまでは冬が好き」（歌：多岐川裕美）
  - 作詞：山口洋子／作曲：平尾昌晃／編曲：竜崎孝路
- 衣装協力：吉田ヒロミ
- 監督：小平裕

## キャスト
松島ナミ
演 - 多岐川裕美
22歳の大学生。物語の前半で第8雑居房の女囚となり、刑務所での号数は701号。三浦たちにレイプされたあと姉を殺され、恋人に裏切られて姉殺しの汚名を着せられる。本来は姉思いなはつらつとした性格だが、事件後は鋭い目つきと寡黙で冷血な性格になり簡単には音を上げない忍耐力の持ち主となる。刑務所の中で女囚や看守からのひどい仕打ちに耐えながら三浦たちへの復讐心を募らせていく。

### ナミと関わる主な人たち
小坂敏彦
演 - 夏夕介
ナミの恋人。会社員。ナミとは婚約状態にあり仲睦まじくデートに出かけるなどしている。ナミを愛する誠実な男だったが、三浦の圧力に屈して裁判で彼女が不利な立場になるような嘘の証言をする。その後三浦の娘(夏子)と結婚し仕事を辞めて彼の第3秘書となる。
三浦代議士
演 - 中谷一郎
将来を嘱望される大物政治家。作中では「第二のロッキード事件」と称した、数十億円の違法な政治献金が絡む汚職事件に関わったとの疑惑を持たれている。ナミから「妙子を誘拐した」と疑われて小坂と共に事務所に乗り込まれる。ナミが持つ自身のスキャンダルを録音したテープをどんなことをしてでも取り戻そうとする。
鈴木房江
演 - 浅香光代
特に素行の悪い女囚が集まる第8雑居房のボス。15年間刑務所暮らしをする中年女囚で、女囚たちから“牢名主”と呼ばれ恐れられている。日常的にふてぶてしい態度を取っており、岡部から「殺されても死なないような女」などと評されている。冒頭では数日間懲罰房に入れられていたが、第8雑居房に戻された後は看守にタバコや口紅の使用を黙認されるなどの待遇を受けている。同部屋の女囚にナミへの嫌がらせを指示したり、自らも薄笑いを浮かべながら彼女を痛めつけるなどその行動を楽しむ。
榊千沙
演 - 根岸とし江
ナミが収監されてしばらく経った頃に別の刑務所から移ってきた新入りの女囚。顔の左側に傷がある。粗暴な性格の一匹狼タイプで札付きの悪。入ってきた当初から異彩を放つナミに目をつけ、イチャモンを付けて取っ組み合いのケンカをするが、その後彼女を気に入る。その後ナミや女囚たちに言葉巧みに脱獄をそそのかす。

### 第8雑居房の女囚たち
戸田貞子
演 - 衣麻遼子
房江からナミに嫌がらせをするよう言われて、彼女に嫌味を言って挑発したり同部屋の女囚と共に嫌がらせやリンチなどをやり始める。
石川タエ
演 - 牧よし子
年は60歳ぐらいで、約20年間服役中のベテラン受刑者。同部屋の女囚の中では冷静で思慮深い性格で唯一ナミへの暴力行為には関わらず一歩引いた立場を取っている。ただし、特にナミの味方というわけでもなく看守に話を聞かれても「目も耳も悪くなってよく知らない」などと年増であることを利用してしらばっくれることがある。
藤岡のぶ子
演 - 山本緑
年は50前後。ナミが雑居房に初めて来た直後自分たちに挨拶をしないことに腹を立て、暴力によって上下関係を教えようとする。
役名不明
演 -
雑居房にいる時は房江の肩を揉むなど彼女の身の回りの世話をしていることが多い。女性看守の前で自分たちに厳しい口調で指示する中島を「婚約者の前だからって粋がらなくていいよ」などとからかう。
木村順子
演 - 城新子
レズビアンらしくある夜ナミに猿ぐつわを噛ませてもう一人の女囚と共に2人で彼女を陵辱する。
役名不明
演 - フラワーキッス
順子と同じくレズビアンらしく彼女とイチャイチャしたり、ナミに欲情するような言葉で挑発する。

### 刑務所の職員たち
高村刑務所長
演 - 山本麟一
刑務所ではふんぞり返っているが、自身より上の立場である大物政治家の三浦に対しては“飼い犬”のように媚を売っている。三浦から「ナミを自殺に見せかけて殺せ」と命じられ、看守たちに手荒いやり方でもお構いなしに彼女を精神的に追い詰めようとする。
岡部
演 - 河合絃司
高村の次に刑務所で偉い役職を任される人物。看守部長かは不明だが看守から部長と呼ばれている。冒頭で懲罰房に入れていた房江に「ナミを自殺に追い込むようにしろ」との条件で第8雑居房に戻す。日常的に暴言・暴力行為を使って女囚たちを監督している。
伊藤主任看守
演 - 滝波錦司
女囚を監督する立場だが、房江たち女囚のナミへのひどいイビリ行為を暗黙で許したり、裏取引を受けてタバコを渡すなどしている。ナミたちに騙されて失敗を犯し弱みを握られてしまう。
中島看守
演 -
職務上規律厳しいが基本的に正義感が強く実直な性格で、所長や房江たちからひどい仕打ちを受けるナミをかばうこともある。曲がったことが嫌いで自分が納得できないことは、たとえ上司の命令でも断ろうとする。
役名不明
演 - 小林千枝
女性看守。中島の婚約者。中島と2人で第8雑居房の女囚たちの管理など日常の任務に当たっている。看守の中では思いやりのある人物で、怪我をしたナミにも手当を受けさせようとするなど気遣っている。
林原看守
演 - 高月忠
第8雑居房担当の看守。拘置所から刑務所に移されてきたナミと容子、及び千沙を引率する。
看守
演 - 木村修、清水照夫

### 別の雑居房の主な女囚たち
平山容子（ひらやまひでこ）
演 - 叶優子
第6雑居房の女囚。25歳。話好きな性格で関西弁を使っている。ナミと同じ日に拘置所から刑務所に移送されたため彼女に親近感を持ち、それ以降共同作業中などに彼女に色々と助言するようになる。その後親しくなった松井と鍋島をナミに紹介する。
松井弘子
演 - 小山柳子
第3雑居房の女囚。容子と顔なじみ。昌子を含めて20人ほどの仲間と共に脱獄を計画している。ある時食事の席や共同作業中の房江たちからひどい仕打ちをされても耐えるナミを見て気に入り、後日脱獄に誘う。
鍋島昌子
演 - 河野洋子
第3雑居房の女囚。容子と顔なじみ。元過激派グループの一員で過去に交番爆破事件を起こしたことがある。収監中に密かに1年かけて材料を手に入れて爆弾を作った。

### 三浦の関係者
松尾
演 - 高橋俊行
実質秘書のような存在で三浦とよく行動を共にしている。冒頭で三浦の政治生命を揺るがすスキャンダルが録音されたテープをナミが持っていることを知り、三浦に指示されて裏工作を図り彼女を姉殺しの犯人に仕立て上げる。
三浦の秘書
演 - 藤井マキ
ナミの脱獄後に登場。三浦から近々法務大臣として初入閣するかもしれないと聞いて喜ぶ。
三浦の手下
演 - 土山登士幸、花田達
三浦の運転手兼用心棒のような存在。三浦のもとには自身を含めた強面の手荒い男たちが数人おり、三浦が外部の人間との会食時などの見張りや邪魔者を排除する仕事を任されている。
小坂夏子
演 - 紺野洋子
三浦の娘。その後小坂の妻となるが、小坂に恨みを晴らしに自宅に来たナミに手足を縄で縛られる。
官房長官
演 - 田島義文
三浦との食事の席で、複数の与党政治家への証人喚問が回避されたことを聞いて安堵する。目をかけている三浦に「君は10年後に総理になれる器がある」と政治家として期待している。
梶原幸平
演 - 関山耕司
野党の代議士。国会対策委員長を務め、“国会の爆弾男”の異名を持つ。多額の汚職事件への関与の疑いがある三浦の証人喚問を要求するが、それを取りやめる代わりに彼から妙子をあてがわれ抱かせてもらう。

### その他の主な人たち
松島妙子
演 - 范文雀
ナミの姉。既に両親はいないらしくナミの親代わりとして家計を支えてきた。普段は三浦代議士の秘書として働いている。三浦によるとナミに内緒で妹の学費や生活費を得るため、中年男性政治家たちに肉体奉仕させられてきた。三浦が汚職事件に関わっていることを知り、その証拠音源を録音したテープをナミに託す。
杉野
演 - 小林稔侍
妙子の恋人。30歳。新聞記者。妙子と海外に駆け落ちしようとホテルの地下駐車場に行った所、何者かによりひき逃げされ死んでしまう。
加賀刑事
演 - 久地明
冒頭の杉野の事故死の捜査に訪れる。「杉野は事故に見せかけて殺された」とするナミにただのひき逃げ事故死と推論する。数日後妙子殺しの通報を受けて駆けつけ、血のついたナイフを所持するナミを殺人容疑で逮捕する。
高田刑事
演 - 五野上力
加賀の部下。杉野の事故死の捜査に訪れる。杉野の所持品を見つけて、彼が妙子と海外に行こうとしていたことを加賀に知らせる。
裁判長
演 - 相馬剛三
妙子を殺した罪で被告人となったナミに懲役15年の有罪判決を下す。
佐々木修
演 - 金子信雄
東都日報社会部のキャップ。杉野の上司。杉野のひき逃げ事件と妙子殺しの真犯人や真実を追い始め、その後ナミに面会し小坂の近況などを伝える。
田村由美
演 - 高村ルナ
その他
演 - 平井一幸、浅香和子、宇野静代、島崎奈々、章文栄、名達ますみ、野平ゆき、広瀬由紀

## 製作
『週刊映画ニュース』1976年9月25日号の東映新番組編成に「『女囚さそり・復讐の眼』。これは仮題であり、これに続とつけるか検討中。これは梶芽衣子のヒット作であったが、舘ひろしの希望もあるまま梶の事情で打ち切ったシリーズ。今度は多岐川裕美の起用である」と書かれている。1976年10月29日の番組発表では『新女囚さそり』と発表している。